# 운낭자상
운낭자상(雲娘子像)은 서울특별시 용산구 국립중앙박물관에 있는, 석지 채용신(蔡龍臣, 1850～1941)이 1914년에 그린 초상화이다. 2012년 2월 16일 대한민국의 국가등록문화재 제486호로 지정되었다.

## 개요
<운낭자상>은 석지 채용신(蔡龍臣, 1850～1941)이 1914년에 그린 초상화로, 그림의 주인공은 홍경래의 난(1811년) 때에 가산군수 정시(鄭蓍)의 시신을 거두어 사후에는 열녀각인 평양 의열사(義烈祠)에 제향되었다고 전해지는 의기(義妓) 최연홍(崔蓮紅,1785～1846)이다.
살구색(혹은 옅은 미색) 저고리에 옥색 치마를 입은 여인이 남자 아이를 안고 있는 전신입상으로 외씨 버선의 한쪽 발이 살짝 나온 자태와 가채를 얹지 않고 빗어 넘긴 머리 모양을 하고 있으며, 부드러운 담채와 간략한 필선으로 표현되어 있다.
그림의 오른쪽 위에 ‘雲娘子二十七世像’(운낭자이십칠세상), 왼쪽 중간쯤에 ‘갑인늑월석지사'라고 적혀있고 그 아래에 '石芝'(석지), '定山郡守蔡龍臣信章'(정산군수채용신신장)이 날인되어 있다.
우리나라 최초로 <엄마와 아기>를 주제로 그린 그림으로서 근대기 회화의 단면을 보여주는 작품으로 미술사적 가치가 있다.

## 같이 보기
- 채용신

## 참고 자료
- 운낭자상 - 국가유산청 국가유산포털